# Longville, Minnesota
Longville là một thành phố thuộc quận Cass, tiểu bang Minnesota, Hoa Kỳ. Năm 2010, dân số của thành phố này là 156 người.

## Dân số
- Dân số năm 2000: 180 người.
- Dân số năm 2010: 156 người.